# Mathias Lobato
Mathias Lobato är en kommun i Brasilien.   Den ligger i delstaten Minas Gerais, i den sydöstra delen av landet, 700 km öster om huvudstaden Brasília. Antalet invånare är 3 371.
Omgivningarna runt Mathias Lobato är huvudsakligen savann. Runt Mathias Lobato är det glesbefolkat, med 20 invånare per kvadratkilometer.